# Tenor
En música, tenor és el nom donat al tipus més agut de veu d'home, que sol comprendre aproximadament del do3 al do5. El mateix nom es dona a aquell intèrpret que canta amb aquesta tessitura de veu.
Musicalment, en contra del que la major part de la gent creu, la veu de tenor és la més escassa de les veus d'òpera i els directors tenen grans problemes per trobar els tenors que necessiten. En general, els bons tenors reben més ofertes de les que poden acceptar. Per raons desconegudes, és una veu que s'ha fet cada vegada més estranya, fins al punt que pot dir-se que és una malaltia lírica d'aquest segle, tot i els abundants papers que hi ha per aquesta veu.
El tenor és la més aguda de les veus masculines anomenades naturals.
En l'ambit operístic es poden trobar els següents tipus de tenors:
- Tenor lleuger: té una veu àgil, capacitada per una perfecta vocalització, encara que amb uns aguts limitats. És freqüent entre els personatges de Rossini i Donizetti. Avui en dia aquests tipus de tenors interpreten Mozart i òpera bufa.
- Tenor líric: aquesta és la tessitura més freqüent de la veu de tenor i el seu so és suau, però no està gaire valorat en els termes d'extensió, aguts, possibilitats de superar l'orquestra o agilitat tècnica. Acostuma a ser l'intèrpret de la producció francesa, i també se sol trobar en Puccini, com en el Rodolfo de La Bohème. Un exemple d'aquest tipus de veu és Pavarotti.
- Tenor còmic: té un timbre clar i suau, amb gran capacitat de modulació del volum i per afrontar els passatges de coloratura amb extrems aguts. Els seus papers no són forçosament còmics.
- Tenor dramàtic (di forza): té una veu poderosa amb una vocalització tensa i exultant, emesa generalment de pit. Sense cap mena de dubte, es tracta del més infreqüent dels tenors, no únicament per les dificultats d'exigència tècnica que requereix, sinó per l'expressivitat dramàtica (fer creure el paper al públic), imprescindible en els seus personatges, cosa que fa que, per força, siguin també bons actors.

En el cant gregorià, el tenor és la nota central d'una salmòdia o d'un recitatiu que assumeix la funció dominant en els diversos modes.
En la polifonia medieval, a partir del segle xii, el tenor és el fragment melòdic procedent primer del cant gregorià i més tard del profà, que hom executava en notes llargues i greus a manera de cantus firmus i sobre el qual es desenvolupava l'organum i el discantus.
Al segle xii, un tenor era un fragment gregorià organitzat segons els modes rítmics que serveixen de base a l'edifici polifònic del motet.
El terme també s'aplica a instruments en el cas que un mateix instrument es construeixi en mides diferents que puguin sonar en tessitures diverses amb un timbre homogeni. En aquest cas el tenor és l'instrument de tessitura immediatament més greu que el contralt o alt. Això es dona sobretot en instruments utilitzats en el Renaixement i en el Barroc com la viola de gamba, la flauta de bec, etc. Actualment s'aplica al saxòfon i al trombó de colissa. Igualment deriva d'aquest sentit del mot, el nom de la tenora.